# Дружное (Енакиевский городской совет)
Дружное (укр. Дружне) — посёлок, входит в Енакиевский городской совет Донецкой области Украины. Находится под контролем самопровозглашённой Донецкой Народной Республики.

## География

#### Соседние населённые пункты по странам света
С, СВ: город Юнокоммунаровск
З, СЗ: город Енакиево
ЮЗ: Розовка, город Ждановка
Ю: Шевченко (Розовский сельсовет)
ЮВ: Малоорловка, Шевченко (Малоорловский сельсовет), город Кировское
В: Славное

## Население
Население по переписи 2001 года составляло 697 человек.

## Общая информация
Почтовый индекс — 86498. Телефонный код — 6252. Код КОАТУУ — 1412045900.

## Местный совет
86495, Донецкая обл., Енакиевский городской совет, г. Юнокоммунаровск, ул. Ильича, 2, 4-16-55